# Roeselia australe
Roeselia australe är en fjärilsart som beskrevs av Felder 1874. Roeselia australe ingår i släktet Roeselia och familjen trågspinnare. Inga underarter finns listade.